# Ріго Террас
Ріго Террас (ест. Riho Terras; 17 квітня 1967, Когтла-Ярве) — генерал-лейтенант Збройних сил Естонії. Чинний Командуючий Силами оборони Естонії (з 5 грудня 2011). Також військовий дипломат, командир головного штабу народного ополчення Кайтселійт (2000—2001).

## Біографія
Народився в місті Когтла-Ярве під час совєцької окупації. Пройшов строкову військову службу в Військово- морському флоті СССР на Балтиці.
З 1988 по 1993 роки навчався на історичному факультеті Тартуського університету.
1991 — на службі в Збройних силах Естонії, де пройшов курси молодших офіцерів і з березня по листопад 1992 командував ротою в Окремому піхотному Калевському батальйоні (з листопада — начальник штабу батальйону).
1998 закінчив Університет Бундесверу в Мюнхені за спеціальністю «державні та суспільні науки».
З січня 2000 по січень 2001 очолював головний штаб ополчення  Кайтселійт, після чого до 2004 служив військовим аташе Естонії у Німеччині та Польщі.
З 2005 по 2008 займався стратегіями оборонного планування в Головному штабі Сил оборони Естонії, а з 2006 очолював відділ аналізу та планування. 2007 заміщав керівника тренувальної місії в Іраку. З грудня 2008 по 2010 — канцлер Міністерства оборони Естонії, а з 1 березня 2011 — начальник Штабу Сил оборони Естонії.
5 грудня 2011 призначений командувачем Силами оборони Естонії.
- 6 квітня 2015 перебував з офіційним візитом в Україні.[7]

Володіє англійською, німецькою та російською мовами.

### Особисте життя
Одружений, має двох синів.
Захоплюється полюванням.